# 다나 인터내셔널
다나 인터내셔널(1972년 2월 2일 ~ , 히브리어: דנה אינטרנשיונל, 영어: Dana International)은 이스라엘의 트랜스여성 가수 샤론 코헨(히브리어: שרון כהן)의 예명이다.
성전환 이전의 본명은 야론 코헨(히브리어: ירון כהן)이며 예멘계 유대인과 루마니아계 유대인 가문에서 태어났다. 1993년에 성전환 수술을 받으면서 여자가 되었다. 2차례의 유로비전 송 콘테스트(1998, 2011)에서 이스라엘 대표로 참가했고 유로비전 송 콘테스트 1998에서 우승을 차지했다.

## 같이 보기
- 콘치타 부르스트